# Memoriał Luboša Tomíčka 2010
Memoriał Luboša Tomíčka 2010 – rozegrane po raz 42. w Pradze zawody żużlowe, mające na celu upamiętnienie czechosłowackiego żużlowca Luboša Tomíčka, który zginął tragicznie w Pardubicach w 1968 roku. W memoriale zwyciężył Czech Matěj Kůs.

## Wyniki
- Praga, 6 września 2010

| Msc. | Zawodnik             | Państwo   | Pkt   |             |  |
| ---- | -------------------- | --------- | ----- | ----------- |  |
| 1    | Matěj Kůs            | Czechy    | 12 +4 | (3,3,2,3,1) |  |
| 2    | Nicki Pedersen       | Dania     | 13 +3 | (3,1,3,3,3) |  |
| 3    | Davey Watt           | Australia | 12 +2 | (2,3,3,3,1) |  |
| 4    | Martin Vaculík       | Słowacja  | 11 +1 | (3,2,3,0,3) |  |
| 5    | Josef Franc          | Czechy    | 11 +0 | (3,2,3,1,2) |  |
| 6    | Joonas Kylmäkorpi    | Finlandia | 9     | (2,1,1,2,3) |  |
| 7    | Grzegorz Walasek     | Polska    | 8     | (1,3,0,2,2) |  |
| 8    | Christian Hefenbrock | Niemcy    | 8     | (2,1,2,0,3) |  |
| 9    | Daniel Jeleniewski   | Polska    | 8     | (0,3,2,1,2) |  |
| 10   | Rienat Gafurow       | Rosja     | 7     | (1,2,1,1,2) |  |
| 11   | Jason Doyle          | Australia | 6     | (2,2,u,2,0) |  |
| 12   | Zdeněk Simota        | Czechy    | 5     | (1,1,2,1,0) |  |
| 13   | Manuel Hauzinger     | Austria   | 4     | (0,0,0,3,1) |  |
| 14   | Luboš Tomíček        | Czechy    | 4     | (1,0,1,2,0) |  |
| 15   | Jan Holub            | Czechy    | 2     | (0,0,1,0,1) |  |
| 16   | Mattia Carpanese     | Włochy    | 0     | (0,0,0,0,0) |  |
|      | rez. Jiří Brummer    | Czechy    | ns    |             |  |
|      | rez. Pavol Pučko     | Czechy    | ns    |             |  |

Bieg po biegu:
1. Franc, Kylmäkorpi, Gafurow, Jeleniewski
2. Pedersen, Doyle, Tomíček, Holub
3. Vaculík, Hefenbrock, Simota, Hauzinger
4. Kůs, Watt, Walasek, Carpanese
5. Kůs, Franc, Pedersen, Hauzinger
6. Watt, Vaculík, Kylmäkorpi, Tomíček
7. Jeleniewski, Doyle, Simota, Carpanese
8. Walasek, Gafurow, Hefenbrock, Holub
9. Franc, Simota, Tomíček, Walasek
10. Pedersen, Hefenbrock, Kylmäkorpi, Carpanese
11. Watt, Jeleniewski, Holub, Hauzinger
12. Vaculík, Kůs, Gafurow, Doyle (u)
13. Watt, Doyle, Franc, Hefenbrock
14. Kůs, Kylmäkorpi, Simota, Holub
15. Pedersen, Walasek, Jeleniewski, Vaculík
16. Hauzinger, Tomíček, Gafurow, Carpanese
17. Vauclik, Franc, Holub, Carpanese
18. Kylmaekopri, Walasek, Hauzinger, Doyle
19. Hefenbrock, Jeleniewski, Kůs, Tomíček
20. Pedersen, Gafurow, Watt, Simota
21. Finał: Kůs, Pedersen, Watt, Vaculík, Franc